# Федюхины высоты
Федюхины высоты — группа высот, расположенных подковообразно от горы Гасфорта до подножия Сапун-горы по левому берегу реки Чёрной. Находятся в Балаклавском районе Севастополя, в семи км к юго-востоку от Севастопольской бухты.

## История
Название появилось в период Крымской войны. Этому есть прямое свидетельство современника: «Эти высоты получили свое название предположительно потому, что подполковник Александр Алексеевич Федюхин, командир 7-й легкой батареи 9-й артиллерийской бригады, впервые стал там лагерем».
Эти высоты явились местом ожесточенных боев в период Чернореченского сражения 4 августа 1855 года, в результате чего у Л. Н. Толстого появились следующие строки:

«На Федюхины высоты Нас пришло всего две роты, А пошли полки…»
— Песня про сражение на реке Черной 4 августа 1855 г. (Толстой)
Федюхины высоты тесно связаны с историей Крымской войны. Во время Балаклавского сражения здесь стояли русские полки. Сама Балаклавская долина хорошо просматривается и сейчас, сохранился исторический ландшафт местности. Позже здесь на склонах стоял французский лагерь. Остатки землянок французов хорошо видны на аэрофотосъемке времён Великой Отечественной войны и до сих пор просматриваются в ландшафте, являясь выявленным объектом культурного наследия.
Ожесточённые бои на Федюхиных высотах велись и в Великую Отечественную войну, особенно в 1944 году при освобождении Севастополя на подступах к Сапун-горе.
В настоящее время здесь проводится ежегодный Крымский военно-исторический фестиваль, посвящённый различным эпохам истории. На фестиваль традиционно съезжаются реконструкторы. Участники фестиваля воссоздают события прошлого, представляют зрителям традиции и культуру разных народов и времён — от античности до Афганской войны. В 2020 году, в рамках VII Крымского военно-исторического фестиваля, был открыт круглогодичный исторический парк «Федюхины высоты», строительство которого велось шесть лет и в котором на площади 129 гектаров размещены музейные комплексы под открытым небом, воссоздающие обстановку разных эпох.
- «Римский форт Каструм I—III в.н. э.» в Парке живой истории «Федюхины высоты»
- «Генуэзская усадьба XV века Локо Чимбали» в Парке живой истории «Федюхины высоты»
- «Первая оборона Севастополя 1854-55гг», вид на Севастопольскую крепость. Парк живой истории «Федюхины высоты»